# جول بن حسن (حبيل جبر)

تعديل مصدري - تعديل

جول بن حسن هي إحدى قرى عزلة حبيل جبر بمديرية حبيل جبر التابعة لمحافظة لحج، بلغ تعداد سكانها 21 نسمة حسب تعداد اليمن لعام 2004.